# Trilogia Lésbica
Trilogia Lésbica é um conjunto de peças de teatro do autor brasileiro Ronaldo Ventura que tratam da temática lésbica.
É formada pelos seguintes espetáculos: Conheci uma pessoa, Eu queria ser a Cássia Eller, e Lés. Este último ganhou o Prêmio LGBT 2009 da Secretaria da Diversidade e Identidade Cultural do Ministério da Cultura devido a seu desempenho no combate à homofobia .

## Montagens
Lés estreou em 2006, no Espaço dos Satyros 1. A trilogia completa estreou e ficou em temporada durante todo o ano de 2010 no Espaço dos Satyros 2.

## Publicação
A Trilogia Lésbica foi publicada e lançada em livro em 2010.